# Mugahera (periodiskt vattendrag i Cankuzo, lat -3,33, long 30,62)
Mugahera är ett periodiskt vattendrag i Burundi.   Det ligger i provinsen Cankuzo, i den östra delen av landet, 140 kilometer öster om huvudstaden Bujumbura.
Omgivningarna runt Mugahera är en mosaik av jordbruksmark och naturlig växtlighet. Runt Mugahera är det ganska tätbefolkat, med 67 invånare per kvadratkilometer.